# Pepromene
En la mitología griega, Pepromene (griego antiguo: Πεπρωμένη) era la personificación femenina del destino (representaba la idea de que todo hombre está atado a un destino). La percepción antigua de su ser estaba también relacionada con otras ideas (o "visiones") griegas para la suerte y el destino (como Aisa, Moira, Moros, Ananké, Adrastea y Himarmene).

## Etimología
Se especula que el nombre de Pepromene tiene numerosos orígenes diferentes; algunos postulan que se deriva del griego πεπρῶσθαι, peprosthai, que significa "ser provisto, cumplido o predestinado". Sin embargo, otros sugieren que el mismo πεπερατοσθαι (pepratosthai) significa "finito", lo que implica naturaleza finita; el hecho de que nada en esta vida dura para siempre.

## Ences externos
- El Proyecto Theoi - Moirai

- Datos: Q7166476